# Кальва

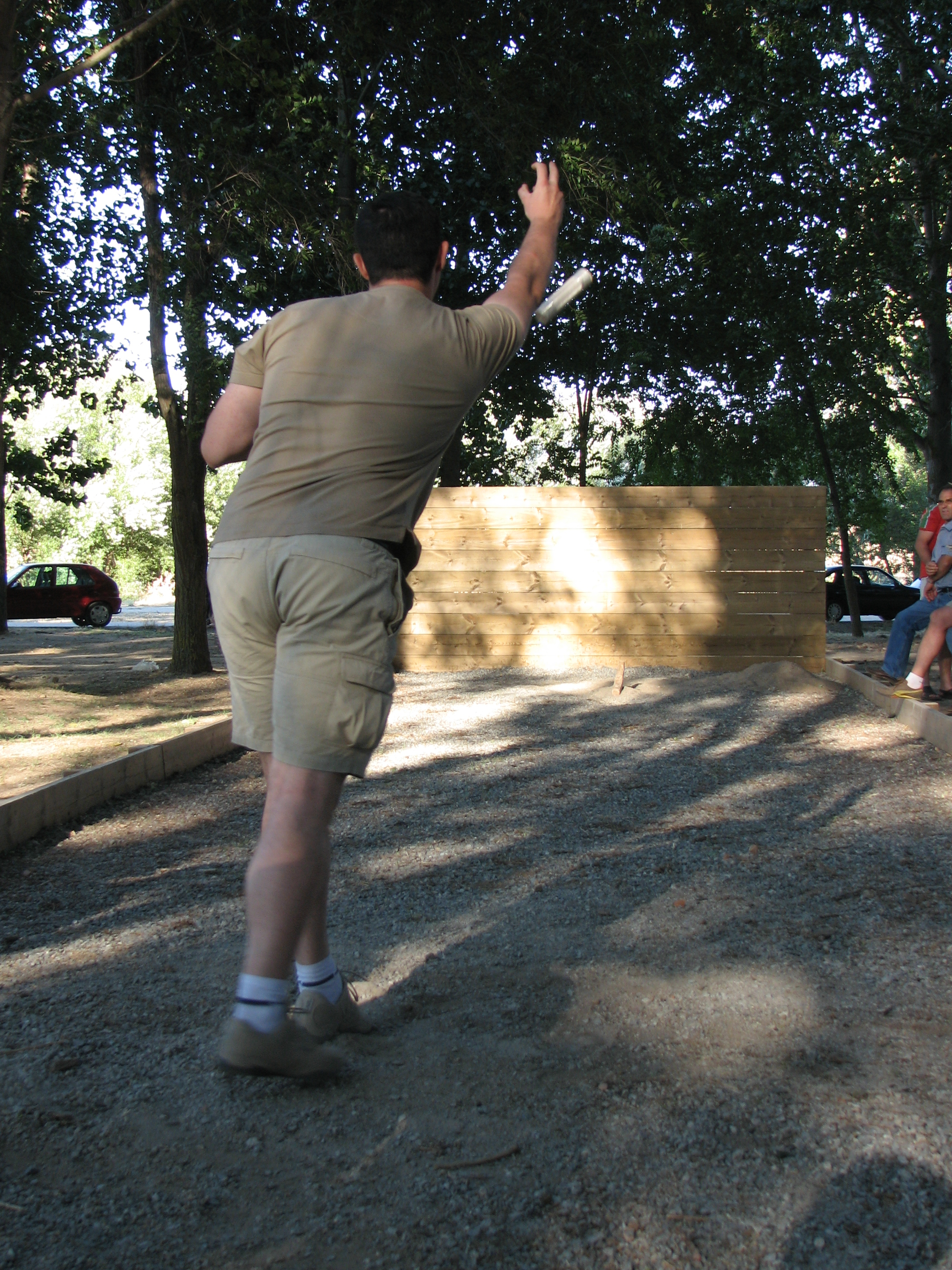
Игрок в кальву бросает свой «марро» в «кальву», лежащую у деревянной стены.

Кальва (исп. Calva) — традиционная спортивная игра, распространённая в некоторых областях Испании. Её корни уходят к доримским временам, к культуре кельтиберов, обитавших на территории современных провинций Авила, Саламанка и Самора. Игра была популярна среди пастухов, которые, развлекаясь, бросали камни по рогам быков. Со временем игра изменилась: вместо рогов стал использоваться кусок дерева («кальва»), а вместо камня стали использовать металлический цилиндр («марро»).
В настоящее время игра распространена в основном в Кастилии, Саламанке, Саморе и Бискайе, а также в Мадриде, Барселоне и Пласенсии.

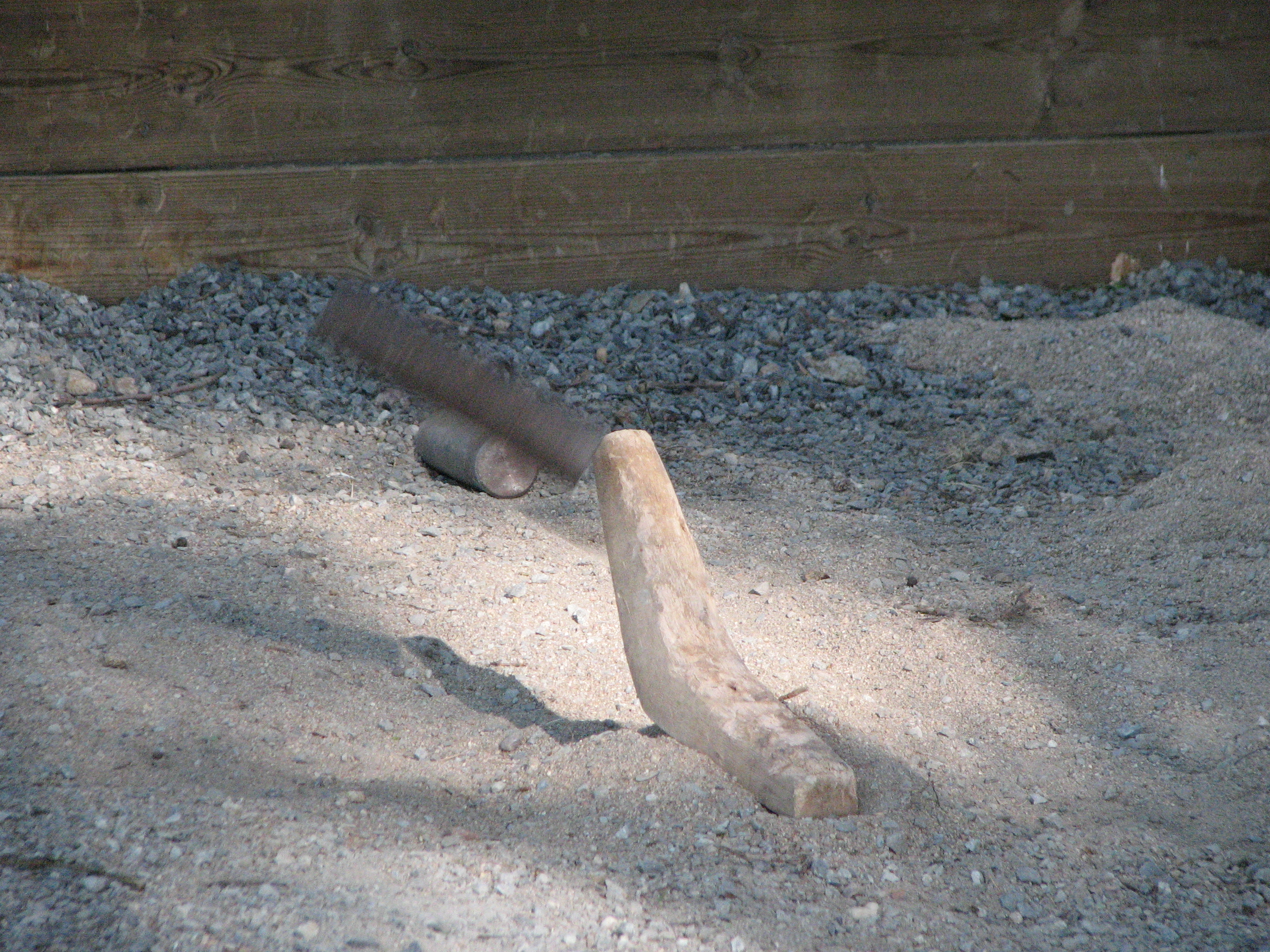
Кальва, вид вблизи

Цель игры состоит в том, чтобы сбить кусок дерева, имеющий опору с одной из сторон. 
Игрок с расстояния 14.5 метров должен попасть в свою «кальву» своим «марро» (металлическим цилиндром). На это игроку даётся 25 бросков и 2 дополнительных тренировочных броска.
«Кальва» (букв. «лысина») обычно изготавливается из древесины дуба и имеет форму тупого угла от 110 до 120 градусов. Нижняя часть, именуемая «сапата» («башмак»), имеет длину 23 см, а верхняя часть («альсада», букв. «выступ») — 22 см.
«Марро» (букв. «бита», название используется и в других играх) изначально представлял собой гладкий камень из ручья. В настоящее время в качестве «марро» чаще используется металлический цилиндр или овал, на котором указано имя владельца, масса, длина и ряд других данных. Его величина не может превышать 25 см по длине, а масса обычно составляет от 2 до 3 килограмм.
Игровое поле обычно составляет 25 метров длиной и 5 метров шириной. Дистанция броска — 14,5 метров, плюс 3—5 метров для разгона и 6—8 дополнительных метров.